# Simargł
Simargł (także Siemargł, Semargł) lub Siem i Rgieł – wschodniosłowiański bóg lub bogowie, wspomnieni w dwóch źródłach. Pochodzenie i etymologia tej/tych postaci jest przedmiotem ożywionej dyskusji. Dominującym poglądem jest interpretowanie Siemargła jako jednego bóstwa, który został zapożyczony od irańskiego Simurga. Pogląd ten jednak jest krytykowany, a część badaczy proponuje by uznać istnienie dwóch bóstw: Siema i Rgła.

## Źródła
Pierwszym źródłem, które wymienia Simargła. jest Powieść minionych lat, która opisuje, jak Włodzimierz Wielki w 980 r. postawił słowiańskim bogom posągi:

I począł Włodzimierz panować w Kijowie sam jeden. I wystawił posągi poza dziedzińcem dworskim Peruna drewnianego, a głowa jego srebrna, a wąs złoty; i Chorsa, i Dażboga, i Striboga, i Siemargła, i Mokosz. I ofiarowywali im, zowiąc ich bogami, i przywozili syny swoje i córki, i ofiarowywali biesom, i splamili ziemię ofiarami swymi, i splamiła się ziemia ruska, i to wzgórze.

– Powieść minionych lat

W późniejszym tekście, z drugiej połowy XII w., Słowie niejakiego Chrystolubca, Simargł wymieniony jest jako dwa osobne bóstwa, Sim i Rgieł:

... nie mogąc cierpieć chrześcijan dwojewiernych i wierzą w Peruna i Chorsa, i w Sima, i w Rgła, i w Mokosz, i w wiły.

– Słowo niejakiego Chrystolubca

W dalszej części Słowo podaje: „którzy modlą się ogniowi pod owinem, wiłom, Mokoszji, Simu, Rgłu, Perunu, Wołosu bydlęcemu bogu, Chorsu, Rodu i Rodzanicom i wszem przeklętym bogom ich”.

## Etymologia i interpretacje
W kopiach Powieści minionych lat teonim zapisywany jest (w dopełniaczu) jako Simarĭgla (Latopis Ławrientiewski), Sěmarĭgla (Kodeks Hipacki) i Semarĭgla (Latopis Radziwiłłowski). W Słowie jako dwa osobne teonimy: Sima, Rĭgla (dopełniacz) i Sim(o)u, Rĭgl(o)u (celownik).
W 1841 r. Piotr Priejs zaproponował, aby uznać Sima i Rgła za postaci odpowiadające, kolejno, starotestamentowej Asimie i Nergalowi. Pogląd ten wsparł Viljo Mansikka. Z kolei Aleksandr Famincyn uznał, że Simargł to zepsuty zapis, który pierwotnie miał brzmieć Sim Jarył. Wiaczesław Iwanow i Władimir Toporow pierwotnie uznali, że teonim oryginalnie brzmiał ‎*Sedmor(o)-golvъ i oznaczał ‘siedmiogłowy’.

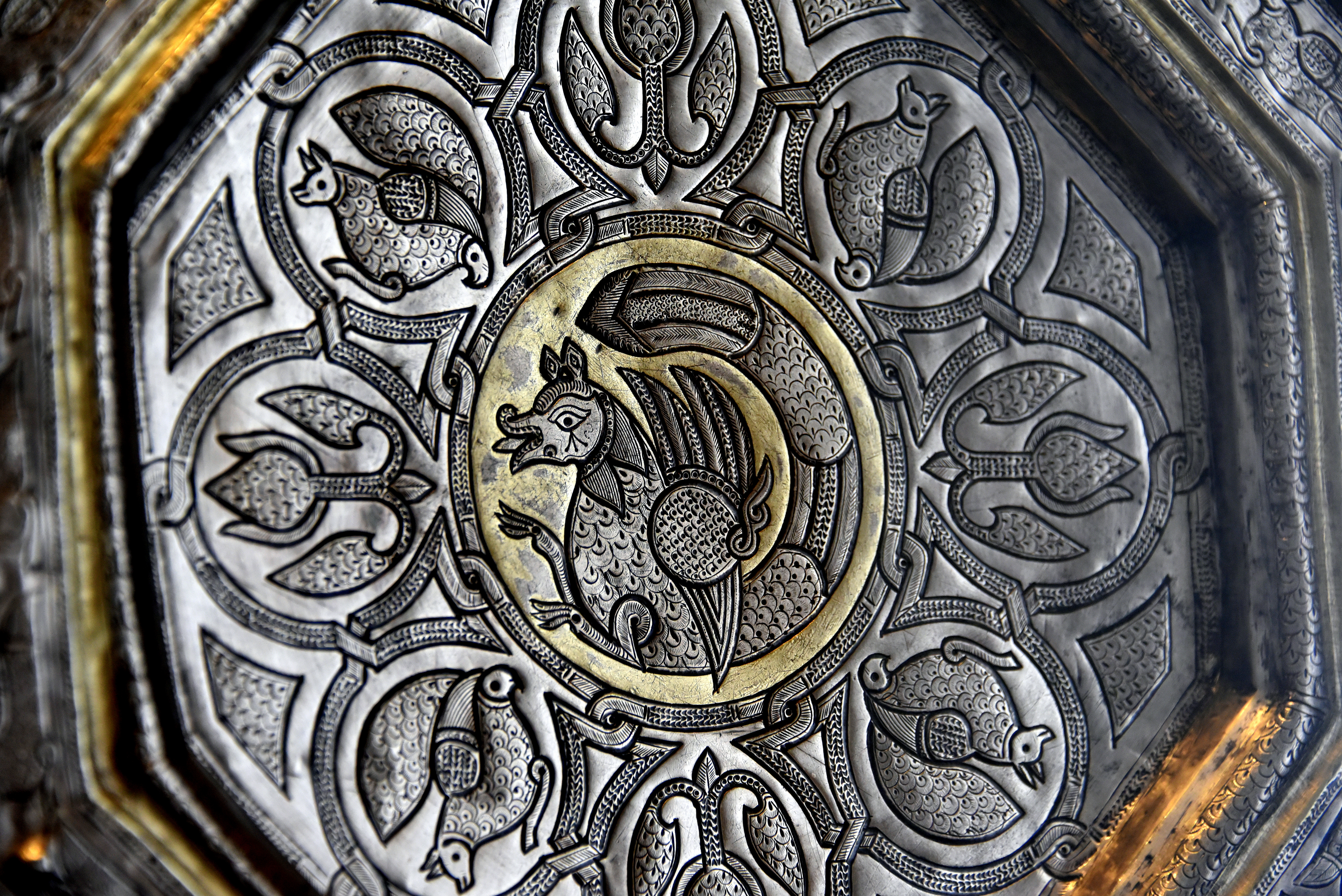
Wizerunek Simurga na półmisku, IX-X w.

Od 1933 r. Siemargł uznawany jest za pożyczkę irańską. Jako pierwsza zaproponowała to Kamiłła Triewier, rosyjska historyk i orientalistka, wedle której źródłosłowem dla Simargła miał być Simurg – skrzydlata istota z psią głową będąca opiekunem roślin. Wywodzenie Siemargła od Simurga jest obecnie dominującym poglądem w nauce . Źródłem zapożyczenia miało być pers. Simurg, śrpers. Sēnmurw, awest. saēna-marga lub scyt.-sarm. Sēnmary.
Gorącym zwolennikiem teorii Triewiery był Boris Rybakow; odrzucił dzielenie Simargła na dwa bóstwa czy możliwość istnienia literówek. Na podstawie związku Simargła i Simgura stwierdził, że Simargł był bogiem nasion, kiełków i korzeni roślin, opiekunem pędów i zieleni, pośrednikiem między najwyższymi bogami nieba i ziemi. Siemargł miał być bóstwem niższego rzędu. Przedstawiany był jako skrzydlaty pies z kłami i pazurami, a jego wizerunki miały znajdować się na różnych przedmiotach, np. bransoletach. Według Rybakowa Simargł był tożsamy z Perepłutem (często wspominając ich jako Simargł-Perepłut) i w późniejszym czasie został przez niego zastąpiony. Pogląd jest wspierany przez szereg badaczy m.in. Aleksandra Gieysztora, ostatecznie poparli go także Iwanow i Toporow i wielu innych .
Michaił Wasiljew przyznaje, że są pewne trudności językowe w wywodzeniu Siemargła od Simurga, stwierdza jednak, że jest to prawdopodobne i akceptuje tę teorię, przynajmniej do czasu wynalezienia lepszej. Zakwestionował on jednak interpretację Rybakowa widzącego w Simargle boga roślin: brak jest źródeł irańskich czy indyjskich potwierdzających, że Simurg był opiekunem roślin, więc Simargł nie mógł odziedziczyć tej kompetencji. Wskazuje jednak, że ogólnoirańskoindyjską cechą Simurga było pośredniczenie między światami, a w późniejszym etapie, w mitologii wschodnioirańskiej, był opiekunem ludzi, szczególnie skupisk ludzkich i że to mogło zadecydować o wprowadzeniu go do panteonu Włodzimierza. Wskazuje też, że Simurg w postaci psa-ptaka wywodził się z (post)sasanidzkiego Iranu i stamtąd rozprzestrzenił się na przestrzeń między Atlantykiem a Syberią. Jednak po islamizacji Iranu Simurg zatracił swoje religijne znaczenie i stał się motywem zdobniczym. Według niego nie ma żadnych dowodów, że wśród Irańczyków wschodnich, od których Słowianie mieli go przejąć, Simurg przedstawiany był z głową psa, a to oznacza, że on musiał mieć oryginalny wygląd, czyli być przedstawiany jako wielki, drapieżny ptak, a co za tym idzie, Simargł nie mógł być psem-ptakiem. W związku z czym zarzuca on też Rybakowi, że ten arbitralnie uznał, że skrzydlate psy w wschodniosłowiańskiej sztuce są przedstawieniami Simargła, a analiza najstarszych tego typu przedstawień (od X w.) sugeruje, że mogą one być staroruskim odbiciem zachodnioeuropejskich smoków typu romańskiego .
Związek Siemargła i Simurga jest też krytykowany ze względów językowych: nie zgadzają się samogłoski oraz ostatnia spółgłoska ([ł]). W związku z tym powstało co najmniej kilkanaście innych propozycji. Martin Pukanec zaproponował, by odczytać drugi człon jako orzeł, z prasł. ‎*orьlъ. Powołuje się on na łotewski odpowiednik ērglis, zawierający -g-. Według niego świadczyć to ma o tym, że -g- oryginalnie znajdowało się w bałtosłowiańskich słowach na orła, lecz wypadło wskutek tabu. Słowianie mieli więc zapożyczyć Simurga jako ‎*Sim-orьglъ ‘orzeł Sim’ i ewoluować w ‎*Simo-orьglъ > ‎*Simōrьglъ > ‎*Simarьglъ. Ta etymologia jednak nie może zostać zaakceptowana, ponieważ łot. ērglis jest formą późną i wywodzi się z wcześniejszej *ereľis < *erlis i nie odpowiada oryginalnym formom.
W związku z powyższymi problemami część badaczy uznała, że Siemargł to dwa osobne bóstwa: Sim/Siem i Rgieł, i to dla nich poszukiwano etymologii. Aleksander Brückner stwierdził, że w Powieści minionych lat spójka nie znajduje się też między Chorsem a Dadźbogiem, a to nadal osobne teonimy, w związku z czym Simargła też należy podzielić na dwa słowa. Według Martina Pitro i Petra Vokáča, jeżeli uznać istnienie dwóch bóstw zamiast jednego, to możliwe, że Siem i Rgieł byli boskimi bliźniakami, słowiańskimi odpowiednikami Dioskurów.

### Siem
Według Brücknera etymologia Sima nie była problematyczna. Stwierdził, że skoro w języku litewskim istniały takie słowa jak šeima, šaima, keimas, kaimas, to w języku słowiańskim obok sěmii ‘rodzina’ mogło istnieć żeńskie słowo sima lub męskie sim. Niepewnie wskazywał przy tym na takie nazwy miejscowe jak Simoradz i Siemiradza.
Krzysztof T. Witczak i Idaliana Kaczor założyli, że podstawową staroruską formą teonimu było Sěmъ (Siem) i że był on etymologicznie spokrewniony z litewskim Seme-pates, rzymskimi Sēmūnes ‘bóstwa siewu’, sabińskim Simo Sancus Dius Fidius ‘jakieś bóstwo porównywane do Herkulesa’, staroirlandzkim Semon ‘bohater lub półbóg’ i galijskim Σημόνη. ήρωίς ‘bohaterka’. Wszystkie te imiona mają wywodzić się ostatecznie z pie. ‎*Sēmos / ‎*Sēmōn ‘bóg siania’ lub ‎*Sēmonā ‘bogini siania’. Witczak i Kaczor nawiązują tu do pie. rdzenia ‎*seh₁- ‘siać’ > prasł. ‎*sěti. Michał Łuczyński wskazuje jednak na błędy tej etymologii: łaciński zapis Semepates należy odczytać jako litewskie *Žemepatys (od žemė ‘ziemia’), natomiast dla reszty nazw można co prawda zrekonstruować praformę, lecz brzmiałaby ona ‎*seVmōn-, z pie. dial. (italo-celtyckie) ‎*seĝʰ-mōn-, z pie. ‎*seĝʰ- ‘utrzymywać, opiekować’ i nie są one spokrewnione z Siemem.
Łuczyński zgadza się jednak z Witczakiem i Kaczor, że teonim Siem jest związany etymologicznie ze słowem siać. Rekonstruuje on prasł. rzeczownik *sêmъ, który składa się z czasownika ‎*sěti ‘siać’ i przyrostka ‎*-mъ, który dosłownie oznaczał ‘sianie’, wtórnie ‘to, co się sieje’, ‘to, co posiane’ itd., z którego wywodzi się teonim.

### Rgieł
Brückner zaproponował dwie możliwe etymologie dla Rgła. W pierwszej połączył Rgła z rzekomym litewskim bogiem Ruglis lub Rugulis, których imiona mają kolejno odpowiadać stpol. reż i lit. rugys ‘żyto’ (stpol. z prasł. ‎*rъžь), w związku z tym Rgieł byłby bogiem żytnim, polnym, gospodarczym. W drugiej propozycji wiąże Rgła z litewskim bogiem Ruguczis ‘bóg rzeczy kwaśnych’. Litewski teonim ma się wywodzić od rugti ‘kwaśnieć’, rdzeń ten w postaci rug- występuje też w językach słowiańskich. Rgieł byłby więc „Kiślakiem”. Od imienia tego boga ma wywodzić się nazwa wsi Rgielsko.
Witczak i Kaczor zrekonstruowali pie. teonim ‎*Rudlós ‘Bóg dzikiej natury’, który ma być zaświadczony przez wedyjskiego Rudrę i staroruskiego Rgła (z wcześniejszego ‎*Rъdlъ).
Łuczyński zauważa jednak, że żadna z tych etymologii nie może być uznana, ponieważ ich autorzy przy tworzeniu etymologii posługują się błędnym zapisem bóstwa: Brücker podaje zapisy Rъglъ i Rъgъlъ, a Witczak i Kaczor Rъglъ (wszystkie z ъ – jerem twardym), podczas gdy w źródłach jest on zapisany jako Rьglъ (z ь – jerem miękkim). W związku z tym odrzuca też wywodzenie Rgielska od nazwy boga, gdyż wtedy oczekiwaną formą byłoby *Rzgielsko (w języku polskim teonim brzmiałby *Rzgieł).
Według Łuczyńskiego ь w imieniu może być efektem apofonii e : ь i jedynym słowem, który pasuje do teonimu jest prasł. czasownik ‎*regti ‘ciąć’ (por. słoweń. régati ‘pękać’, pol. dial. rzega ‘pręga’), które wywodzi z pie. rdzenia ‎*h₁regʷ- ‘być ciemnym’ (por. gr. érevos ‘ciemność’). Zmiana semantyczna z ‘ciemny, czarny’ > ‘pusty’ jest typowa (por. z tego samego rdzenia sans. radźas ‘ciemny; pusty’), następnie znaczenie mogło przejść w ‘sprawiać, ze coś jest puste’, ‘robić puste miejsca’ > ‘robić otwory, nacięcia; ciąć’. Teonim ten składałby się więc z ‎*rьgǫ / ‎*regǫ ‘tnę’ (1 os. lp. czas. teraź. ‎*regti) i przyrostka ‎*-lъ. Powstały rzeczownik imiesłowowy ‎*rьglъ, który później został teonimem, mógł oznaczać ‘to, co wycięte’ > ‘wycięcie’ > być może > ‘szczelina’, ‘otwór’ lub ‘dziura’, ‘dołek’. Jeżeli ta etymologia jest poprawna, nazwa czeskiej gminy Řehlovice może wywodzić się od boga (od nazwy osobowej *Řehl-). Według Łuczyńskiego Siem i Rzgieł mieli charakter rolniczy (od nazw prac rolnych).